# Магноліопсіди
Магноліопсіди (Magnoliopsida) — клас квіткових рослин. За означенням включає родину Магнолієвих. Також може включати інші родини, але тут одностайності серез ботаніків немає. У системі Тахтаджяна та системі Кронквіста назва використовувалася для групи, відомої як дводольні. У системах Далгрена і Торна клас включає підкласи Liliidae і Magnoliidae.